# Brandon Boyd
Brandon Charles Boyd, född 15 februari 1976 i Van Nuys, Kalifornien, är en amerikansk sångare, känd som medlem i rockbandet Incubus.

## Diskografi
Med Incubus
- Fungus Amongus (1995)
- Enjoy Incubus (EP) (1997)
- S.C.I.E.N.C.E. (1997)
- Make Yourself (1999)
- Morning View (2001)
- A Crow Left of the Murder... (2004)
- Light Grenades (2006)
- Monuments and Melodies (2009)
- If Not Now, When? (2011)
- Trust Fall (Side A) (EP) (2015)
- 8 (2017)
- Trust Fall (Side B) (EP) (2020)

Soloalbum
- The Wild Trapeze[2] (2010)

Med Sons of the Sea
- Compass (EP) (2013)
- Sons of the Sea (2013)

Som bidragande musiker
- Strait Up – Snot (2000)
- Leave on Your Makeup – Ben Kenney (2013)